# 旧鈴木英二邸
旧鈴木英二邸（きゅうすずきえいじてい）は、宮城県名取市閖上（ゆりあげ）地区に位置する震災遺構。2011年に発生した東日本大震災による津波被害を受け、保存された建物の一つとして震災の記憶を後世に伝える役割を果たしている。

## 概要
旧鈴木英二邸は、震災以前は鈴木英二の居宅であり、閖上地区で「三英駐車場」を経営していた。震災当日、津波の高さは最大約10メートルに達し、周辺の建物が壊滅的な被害を受ける中、鈴木は仙台空港に避難して命を取り留めた。
震災後、鈴木は自宅を解体せずに保存することを決意し、個人の震災遺構として一般公開した。建物の外観は津波の衝撃によって変形しており、震災当時の被害を物語る遺構となっている。

## 保存活動
鈴木英二邸は、震災後の復興支援活動や地域の歴史を伝える場として整備された。特にNPO法人「地球のステージ」が主導した活動により、震災前後の様子を記録したパネルや資料が設置され、多くの見学者が訪れる場所となった。
保存活動の中で特に注目されたのは、個人が震災遺構を自費で維持管理している点である。この活動は震災の記憶を次世代に伝えるための重要な試みとして注目されている。

### 現状
2024年現在、旧鈴木英二邸は周辺の再開発計画に伴い、解体の危機に直面している。しかし、多くの市民団体や研究者が保存を求める声を上げており、その将来について議論が続いている

#### 保存活動の課題
周辺地域の再開発計画にともない、旧鈴木英二邸の存続が議論されていまる。建物の劣化や管理費用の問題もあり、地元自治体や保存団体が解体や移設の可能性を検討している。

## 歴史と背景

### 旧鈴木英二邸の建築と地域の特色
本邸は、1980年代に建築された木造住宅で、当時の閖上地区の住宅スタイルを象徴する造りを持っている。この地域は仙台平野の沿岸部に位置し、豊かな漁業と農業で栄えていた。

### 震災当日の状況
震災発生当時、この家に住んでいた鈴木は、津波警報を受けて避難を試みた。津波は約10メートルの高さに達し、家屋や地域一帯を飲み込んだ。鈴木自身は仙台空港へ避難し、無事であったが、周辺地域では多くの犠牲者が出た。

## アクセス
仙台空港から徒歩約10分という利便性の高い立地にあり、震災の記憶を体感できる場所として多くの訪問者に親しまれている。また、周囲には津波の高さを示す標識や震災に関する案内板が設置されており、教育的な価値も高い。